# Hala Rabczycka
Hala Rabczycka (słow. Rabčická hoľa) – nieistniejąca już hala – letnie górskie gospodarstwo pasterskie, funkcjonujące niegdyś na południowo-zachodnich stokach podszczytowych partii Babiej Góry (obecnie w granicach Słowacji).
Południowe stoki Babiej Góry były wykorzystywane pastersko co najmniej od drugiej połowy XVI w., kiedy u jej podnóży zaczęto zakładać wsie na prawie wołoskim. Od początku XVII w. wypasali na niej swoje bydło mieszkańcy świeżo założonej Rabczycy (lokacja w 1616 r.).
Głównym ośrodkiem hali była zarośnięta już dziś Rabczycka Polana, położona na południowym ramieniu Babiej Góry, zwanym Rabczyckim Groniem (lub Gruniem). Obejmowała ona wyraźnie spłaszczony fragment tego ramienia, położony na północ od wzniesienia nazywanego Jedľa (1348 m n.p.m.). Rozciagała się na wysokości od ok. 1340 do ok. 1400 m n.p.m. Tereny wypasowe sięgały znacznie wyżej, obejmując strefę górnej granicy lasu i piętro kosodrzewiny co najmniej aż po istniejące do dziś źródło wody przy obecnym żółto znakowanym, słowackim szlaku turystycznym ze Słonej Wody na Diablak.
Jeszcze w XIX w. poniżej wspomnianej polany istniała Rabczycka Cyrhel – niżej położona (1165–1225 m n.p.m.) polana, wykorzystywana wiosną jako przejściowe pastwisko do czasu zazielenienia się właściwej hali.
Pasterstwo zanikło na Hali Rabczyckiej już w latach międzywojennych. W 1926 r. tereny te objęto częściowo ochroną w rezerwacie przyrody (słow.) Kotlina pod Babou horou. Po utworzeniu w 1978 r. Obszaru Chronionego Krajobrazu Horná Orava cała dawna hala znalazła się w granicach obejmującego 530 ha rezerwatu przyrody Babia hora, sięgającego po szczyt Diablaka. Nieużytkowana, praktycznie w całości została już pochłonięta przez las.